# Gutenberg Stiftung
Die Gutenberg Stiftung mit Sitz in Mainz wurde 2009 gegründet. Sie engagiert sich für die Bewahrung des Erbes Johannes Gutenbergs und unterstützt das Gutenberg-Museum in Mainz. Ihre Ziele sind die Erweiterung der Trägerschaft des bislang städtischen Museums sowie die Mitfinanzierung seiner Modernisierung.

## Aus der Satzung
„Die Gutenberg Stiftung fördert im Bewusstsein der Bedeutung der Erfindung von Johannes Gutenberg und ihres Einflusses auf die Entwicklung der Zivilisation und Kultur in aller Welt die Erforschung, Dokumentation und Vermittlung der Geschichte des Druckens bis hin zu den heutigen Formen des elektronischen Publizierens/der elektronischen Medien in technischer wie auch in informationsvermittelnder Hinsicht... Die Förderung soll dabei in besonderer Weise dem Gutenberg-Museum in Mainz gelten als bevorzugtem Ort der Sammlung, der Dokumentation, der Präsentation und der Vermittlung. Das Anliegen ist hierbei die Sicherstellung und Förderung der Weltgeltung des Gutenberg-Museums in Mainz.“

## Erfolge
Bis heute konnten die Gutenberg Stiftung und ihr Vorgänger, der Förderverein Gutenberg e. V., das Gutenberg-Museum mit Spenden in Höhe von rund 2,5 Millionen Euro unterstützen. Diese Summe wurde durch die Gewinnung von Sponsoren und Mäzenen sowie den Betrieb des Gutenberg-Shops eingenommen. Sie wurde dem Museum für einen Erweiterungsbau aus dem Jahr 2000 sowie laufende Museumsarbeiten zur Verfügung gestellt.
Das Gründungskapital der Gutenberg Stiftung in Höhe von 100.000 € wurde im Gutenberg-Shop von Ehrenamtlichen erwirtschaftet.

## Gutenberg-Shop

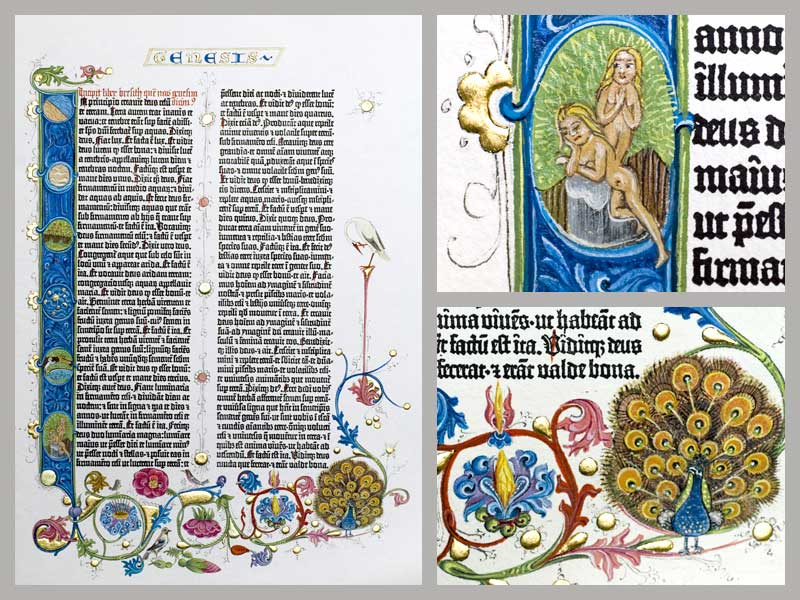
Prachtseite aus der Gutenberg-Bibel: Genesis. Auf handgeschöpftem Papier gedruckt, mit Illustrationen und Blattgold von Hand verziert.

Der Gutenberg-Shop in Trägerschaft der Gutenberg Stiftung hat zwei Niederlassungen in Mainz und unterhält einen Webshop. Er ist seit 1995 zuverlässiger Helfer in Sachen Museumsfinanzierung. Das Shopkonzept basiert zum einen auf Ehrenamtlichkeit, zum  anderen auf einem freiwilligen Spendenanteil, der in jedem Produktpreis enthaltenen ist und direkt dem Gutenberg-Museum zugutekommt. Die Produkte des Shops werden zum Großteil selbst entwickelt und unter Verwendung alter Handwerkstechniken hergestellt. Sie thematisieren den Buchdruck, Johannes Gutenberg und die Gutenberg-Bibel. Beispielsweise sind das Kleinste Buch der Welt oder auch Prachtseiten aus der Gutenberg-Bibel erhältlich. Außerdem verlegte die Gutenberg Stiftung 2019 den Kinderkrimi Johannes Gutenberg und die verschwundenen Lettern von Gitta Edelmann und Regine Kölpin, der mit dem Homer-Literaturpreis 2020 in Bronze ausgezeichnet wurde.

## Freundeskreis Gutenberg
2018 wurde unter dem Dach der Gutenberg Stiftung der Freundeskreis Gutenberg gegründet, der eine Lobby für das Gutenberg-Museum bildet und als Spendenabonnement funktioniert. Hier versammeln sich Menschen, die das Gutenberg-Museum auf seinem Weg in die Zukunft begleiten wollen.

## Gremien

### Vorstand
- Günter Jertz, Vorstandsvorsitzender
- Andreas Barner
- Michaele Link

### Geschäftsführung
- Zvjezdana Cordier, Geschäftsführerin

### Kuratorium
Vorsitzender: 
- Peter Hähner

Mitglieder: 
- Martina Bockius
- Natalie Müller-Elmau
- Lars Reichow
- Götz Scholz
- Ulf Sölter
- Wolfgang Strutz
- Cornelia Willius-Senzer
- Alexander Wronna